# Ethan Kanin
Pour les articles homonymes, voir Kanin.
Ethan Kanin est un personnage fictif de la série 24 heures chrono qui apparait dans les saisons 6 ,7 et 8 .il est interprété par Bob Gunton.

## Saison 6
Il fait une petite apparition dans cette saison, en tant que conseiller  de Wayne Palmer puis de Noah Daniels.

## Saison 7
Il devient l'un des personnages réguliers de la saison donc l'un des personnages principaux, il est le chef de Cabinet de la présidente Allison Taylor. Au cours de la saison, il ordonnera à Larry Moss de laisser Jack Bauer interroger un suspect mais celui-ci se fera assassiner et Jack  sera accusé.
Ethan Kanin devra démissionner, subissant la pression de Olivia Taylor, la fille de la présidente, qui veut son poste.
Plus tard dans la journée il sera contacté par Aaron Pierce, car celui-ci pense qu'Olivia Taylor est impliquée dans la mort de Jonas Hodges, Ethan n'ayant démissionné depuis seulement quelques heures peut ouvrir le coffre où les conversations sont enregistrées car il faut l'empreinte digitale du chef de Cabinet.

## Saison 8
Alors que dans le jour 7, il  interprétait le rôle du chef de cabinet à la maison blanche, il apparait au cours du jour 8, comme le nouveau Secrétaire d’État de l'Administration Taylor (l'équivalent en France du ministre des Affaires Étrangères).
Il propose lui-même son successeur aux fonctions de chef de cabinet en la personne de Rob Weiss.